# Rumänischer Hamster
Der Rumänische Hamster oder Rumänische Goldhamster (Mesocricetus newtoni) ist ein Säugetier aus der Unterfamilie der Hamster (Cricetinae). Das kleine europäische Verbreitungsgebiet der Art ist auf die rechtsseitige Niederung der Donau in Bulgarien und Rumänien beschränkt. Die Tiere bewohnen überwiegend trockene und steinige Bereiche mit wenig Vegetation, aber auch Gemüsekulturen, Gärten und Weinberge. Der Bestand ist möglicherweise rückläufig, die IUCN führt den Rumänischen Hamster daher auf der Vorwarnliste („near threatened“).

## Kennzeichen
Der Rumänische Goldhamster ist etwa so groß wie der bekannte Syrische Goldhamster. Die Kopf-Rumpf-Länge beträgt 140–170 mm, die Schwanzlänge 18–26 mm, die Länge der Hinterfüße 18–26 mm und die Ohrlänge 14–22 mm. Die Tiere wiegen 80–150 g. Das Fell ist auf der Oberseite graubraun, vom Kopf bis zur Rückenmitte zieht sich ein schwarzer Aalstrich. Unterhalb der Ohren befindet sich ein schwarzer Streifen. Die Kehle und die vordere Brust sind ausgedehnt schwarzbraun, die übrige Unterseite ist grau-gelblich.

## Verbreitung und Lebensraum
Das kleine europäische Verbreitungsgebiet der Art ist auf die rechtsseitige Niederung der Donau in Bulgarien und Rumänien beschränkt. Die Größe des besiedelten Areals ist nicht genau bekannt, es ist in jedem Fall nicht größer als 50.000 km² und möglicherweise nur um die 2000 km² groß. Die Tiere bewohnen überwiegend trockene und steinige Steppen mit wenig Vegetation, aber auch Gemüsekulturen, Gärten und Weinberge von Meereshöhe bis in 460 m Höhe.

## Lebensweise
Rumänischer Hamster sind dämmerungs- und nachtaktiv. Die Tiere sind Einzelgänger und legen Erdbaue mit mehreren Eingängen, Schlaf- und Vorratskammern an. Die Art ist Allesfresser, die Nahrung besteht aus grünen Pflanzenteilen, Sämereien, Früchten, kleinen Wirbeltieren und Wirbellosen.

## Bestand und Gefährdung
Rumänische Goldhamster sind innerhalb ihres kleinen Verbreitungsgebietes nirgendwo häufig, der Gesamtbestand Rumäniens wurde 1995 auf etwa 3000 adulte Individuen geschätzt. Die Siedlungsdichte unterliegt Schwankungen, Massenvermehrungen kommen jedoch nur lokal und unregelmäßig vor. Die Art wird durch die Intensivierung der Landwirtschaft sicher negativ beeinflusst und ein Rückgang des Bestandes wird befürchtet, ist bisher jedoch noch nicht belegt. Aufgrund des kleinen Gesamtareals und der vermutlich negativen Bestandsentwicklung führt die IUCN den Rumänischen Hamster auf der Vorwarnliste („near threatened“).